# Kazuya Yamamura
Pour les articles homonymes, voir Yamamura.
Kazuya Yamamura (山村 和也, Yamamura Kazuya) est un footballeur japonais né le 2 décembre 1989 à Nagasaki dans la préfecture de Nagasaki au Japon.

## Palmarès
Kashima Antlers
- Coupe de la Ligue japonaise en 2012 et 2015

 Cerezo Osaka
- Coupe de l'Empereur en 2017
- Coupe de la Ligue japonaise en 2017
- Supercoupe du Japon en 2018

 Kawasaki Frontale
- Champion du Japon en 2020
- Coupe de l'Empereur en 2020
- Coupe de la Ligue japonaise en 2019